# Vittaria appalachiana
Vittaria appalachiana är en kantbräkenväxtart som beskrevs av Donald R. Farrar och Mickel. Vittaria appalachiana ingår i släktet Vittaria och familjen Pteridaceae. Inga underarter finns listade.

## Bildgalleri

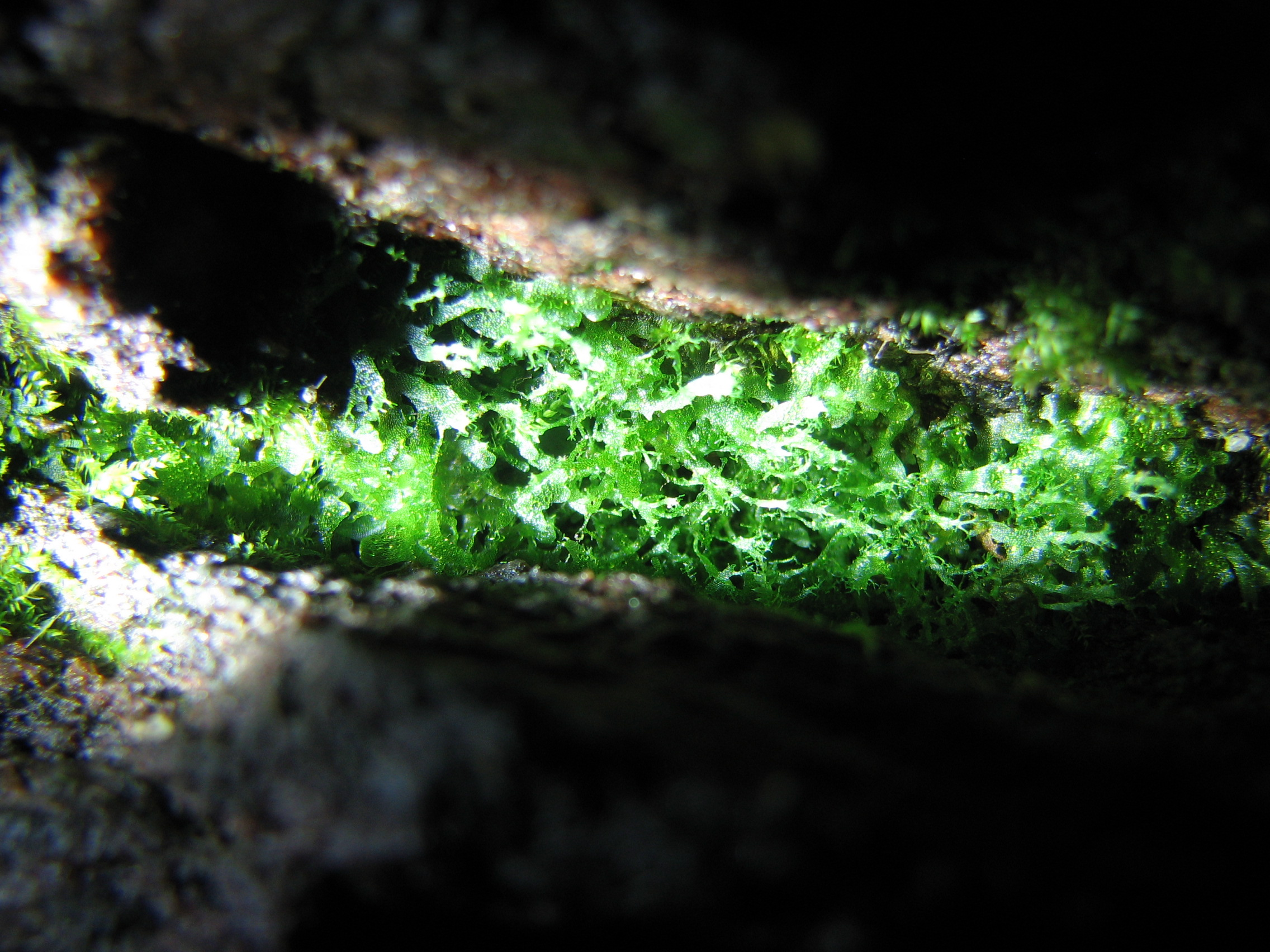
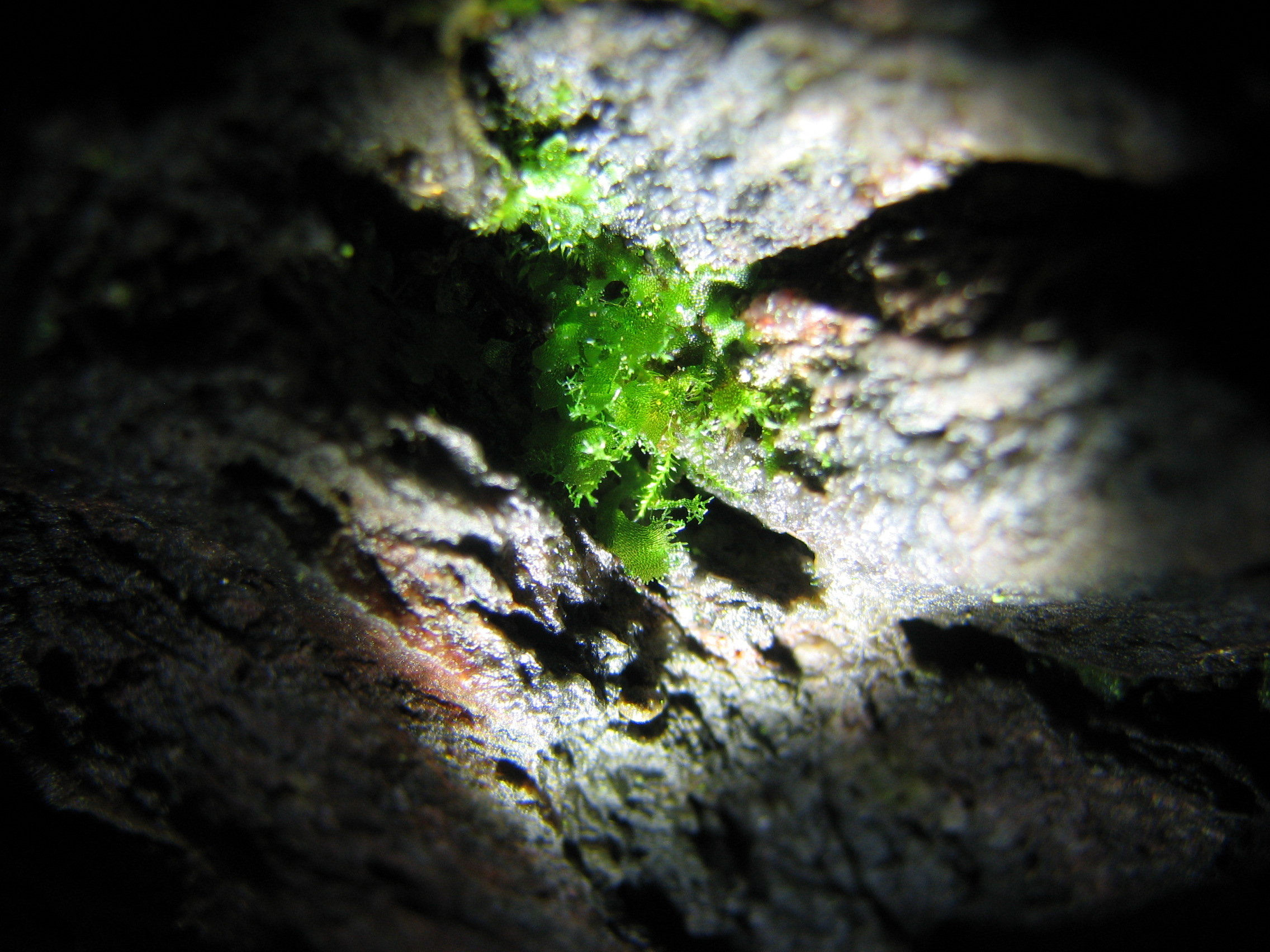
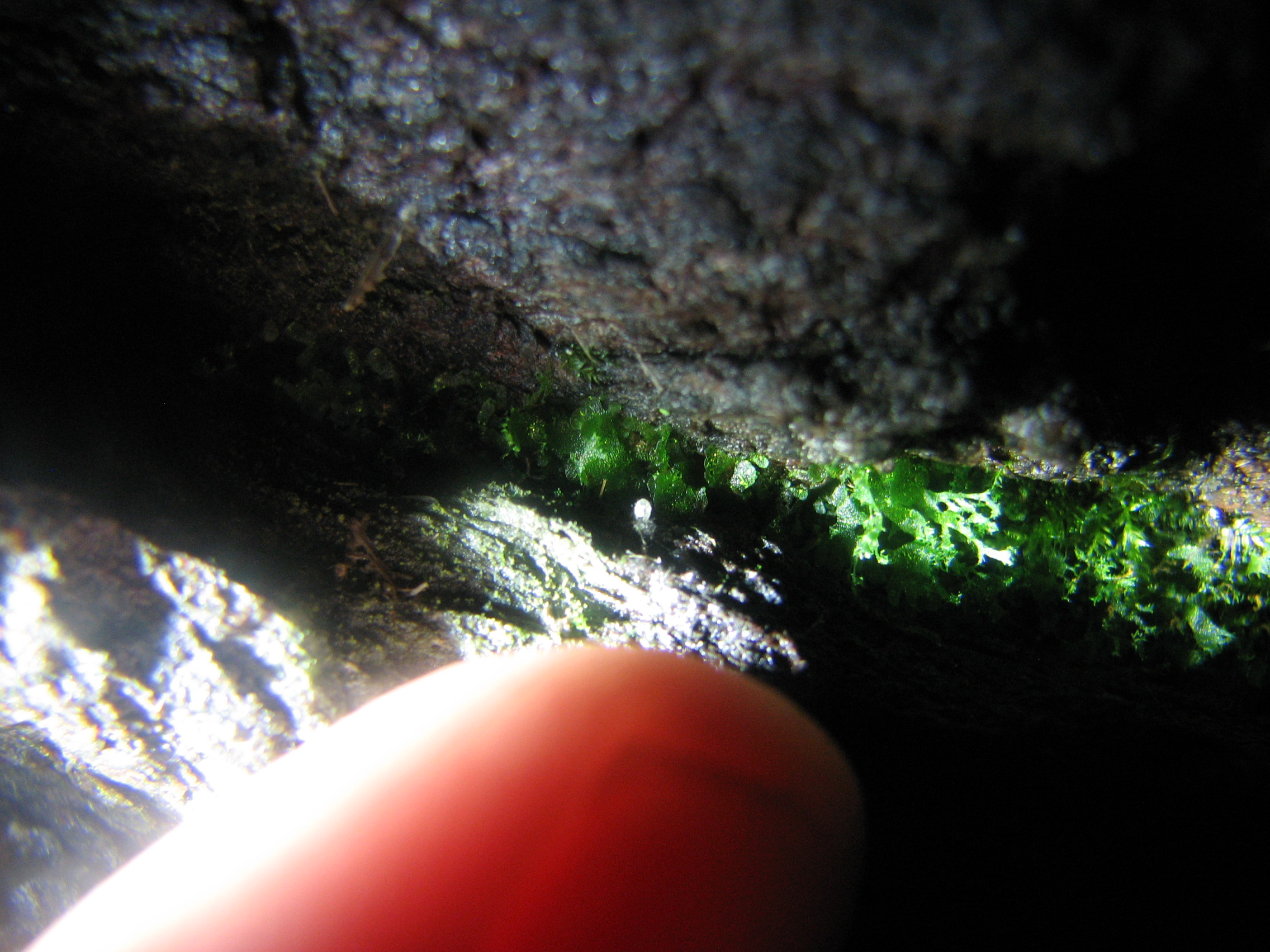